# ユークリッド・キュルジディス
ユークリッド・キュルジディス（Euclid Kyurdzidis、Эвклид Кириакович Кюрдзидис、1968年2月22日 - ）は、ロシアの俳優。

## 出演作品
- トレジャー・オブ・レジェンド 〜ナチスの秘宝〜